# Estivareilles, Loire
Estivareilles là một minor commune trong tỉnh Loire miền trung nước Pháp.